# Diploglossus lessonae
Diploglossus lessonae är en ödleart som beskrevs av  Mario Giacinto Peracca 1890. Diploglossus lessonae ingår i släktet Diploglossus och familjen kopparödlor. IUCN kategoriserar arten globalt som livskraftig. Inga underarter finns listade i Catalogue of Life.